# Matt Brewer
Matt Brewer (Oklahoma City, 20 april 1983) is een Amerikaanse jazzbassist (e-bas, contrabas) en muziekpedagoog.

## Biografie
Brewer groeide op in Oklahoma City en Albuquerque, New Mexico in een muzikale familie. Zijn vader en grootvader zijn jazzmuzikanten, zijn moeder is radio-dj. Hij begon met drummen op 3-jarige leeftijd, maar kreeg pas op 10-jarige leeftijd formele instrumentale instructie, toen hij tijdens een zomerkamp in het Interlochen Center for the Arts overstapte naar de bas. Naast de lessen klassiek basspel bij Winston Budrow en Lawrence Hurst, liet zijn vader hem kennismaken met de jazz. Op 12-jarige leeftijd had hij zijn eerste professionele optredens op jazzfestivals in de omgeving van Albuquerque. Na het volgen van lessen bij Jean-Luc Matton ging hij naar de Interlochen Arts Academy, waar hij klassieke bas en jazzperformance studeerde. In 2000 kreeg hij de kans om in de Grammy Band op te treden bij de Grammy Awards.
Na zijn afstuderen aan de Interlochen Arts Academy vervolgde Brewer zijn studie in New York aan de Juilliard School bij Rodney Whitaker en Ben Wolfe. Hij werkte ook in de bands van Greg Osby, Gonzalo Rubalcaba, Lee Konitz, David Sánchez, Terence Blanchard, Aaron Parks, Yaron Herman, Vic Juris, Adam Rogers en Jeff 'Tain' Watts. Hij heeft ook met zijn eigen formaties opgetreden in jazzclubs zoals de Jazz Gallery, Fat Cat, Cornelia Street Cafe en het Tribeca Performing Arts Center. In 2006 bracht hij het soloalbum Nardis uit. Hij was ook lid van het Steve Lehman Trio (Dialect Fluorescent, Pi Recordings, 2012) en werkte met Lage Lund in 2018. In 2019 maakt hij deel uit van het Alex Sipiagin Kwintet. Op het gebied van jazz heeft Brewer tussen 2003 en 2011 deelgenomen aan 22 opnamesessies, naast bovengenoemde, onder andere met Shane Endsley, John Escreet, Rudresh Mahanthappa en Ryan Keberle. Hij geeft les aan The New School en was gastdocent in het Banff Center.